# Zoologischer Garten Magdeburg
Koordinaten: 52° 10′ 5″ N, 11° 38′ 28″ O
Der Zoologische Garten Magdeburg, kurz Zoo Magdeburg, ist ein zoologischer Garten in Magdeburg in Sachsen-Anhalt.

## Daten
Der rund 16 Hektar große Zoologische Garten Magdeburg wird jährlich von rund 340.000 Besuchern besucht. Er verfügt über eine Parklandschaft und einen großen Spielplatz für Kinder. 2016 lebten rund 1400 Tiere im Zoo, die zu über 210 Arten bzw. Rassen gehörten.
Der Zoo befindet sich im Stadtteil Neue Neustadt.

## Geschichte
Nach dem Ende des Zweiten Weltkrieges stieg in Magdeburg das Interesse, einen eigenen Tierpark entstehen zu lassen. Alfred Hilprecht, ein Hobby-Ornithologe, war eine entscheidende Triebkraft während der Gründungsphase. Viele, meist freiwillige Helfer wirkten beim Aufbau mit, so dass am 21. Juli 1950 der Magdeburger Tiergarten mit 50 Säugetieren und 280 Vögeln eröffnet werden konnte. 1957 beschloss der Stadtrat den planmäßigen Ausbau des Tiergartens. 1959 umfasste das Gelände bereits etwa 20 Hektar, so dass die Umbenennung in Zoologischer Garten Magdeburg, kurz Zoo Magdeburg, beschlossen wurde.
1960 erreichte der erste Asiatische Elefant den Zoo. Insbesondere unter dem Direktorat von Wolfgang Puschmann (1979 bis 1998) konnte der Zoo Magdeburg sich schnell einen Namen in der Zoowelt machen und wurde besonders durch die erfolgreiche Zucht von Spitzmaulnashörnern, südamerikanischen Krallenaffen, Luchsen und Großkatzen international bekannt.
1991 begann die Neugestaltung des Zoos von der klassischen zu einer erlebnisorientierten Ausrichtung. Viele Käfige und veraltete Anlagen wichen neuen, modernen Gehegen, die artgerechter und besucherfreundlicher sind.
1991 wurde im Rahmen der ARD-Sendung Jetzt oder nie mit Moderator Ingo Dubinski innerhalb von vier Tagen ein für Besucher begehbares Giraffenhaus gebaut. Viele Menschen halfen unentgeltlich bei der Fertigstellung des Hauses mit. Ein ebenfalls für Besucher begehbares Menschenaffenhaus konnte 1994 eröffnet werden. Es wurde vor allem durch mehr als 5000 Einzelspenden finanziert.
Im Jahr 2009 wurde die erste Savannen-Anlage (Africambo 1) eröffnet. Dies ist eine großzügige Steppenanlage, auf der unterschiedliche Tiere wie Zebras, Rothschildgiraffen, Spießböcke, Meerkatzen und Spitzmaulnashörner zusammenleben.
2013 begann der Neubau eines 3,1 Millionen Euro teuren „Primatenhauses“ im Magdeburger Zoo, eine neue Bleibe für Affen sollte entstehen. Zwei Klagen eines Anwohners vor dem Oberverwaltungsgericht sorgten jedoch dafür, dass der Bau des Affenhauses auf Grund mangelnder Lärmschutzmaßnahmen gestoppt wurde. Um den Baustopp zu umgehen, entschied man sich, den Bau zum Tropenhaus ohne darin lebende Tiere umzuwandeln, damit vor Wintereinbruch 2013 der Rohbau fertiggestellt und somit ein finanzieller Schaden abgewendet werden könne. Im Februar 2014 beschloss das Gericht die Wiederaufhebung des Baustopps für das Affenhaus. Im Juli 2014 zog eine Schimpansengruppe aus dem Allwetterzoo Münster in die fertige Anlage ein.
Im Oktober 2014 wurde die 800 m² große „Madagaskaranlage“ fertiggestellt, für die der Förderverein „Zoofreunde Magdeburg“ 120.000 Euro gesammelt hatte. Dort werden unter anderem Kattas, Rotstirnmakis und weitere Lemurenarten beherbergt. Das Gehege wird für Besucher begehbar sein.

### Weitere Umbauarbeiten
Im Januar 2015 begannen mit dem Abriss der alten Wirtschaftsgebäude die 7,7 Millionen Euro teuren Umbauarbeiten für das größte Bauvorhaben des Magdeburger Zoos. Im neuen Areal Africambo 2 erhielten die zwei Elefantenkühe – eine asiatische und eine afrikanische – und eine Jungbullenherde eine neue Herberge. Die asiatische Elefantenkuh „Birma“ starb im September 2018, damit gibt es im Zoo nur noch afrikanische Elefanten.
Aber auch Unterbringungen für andere Tierarten wie zum Beispiel Afrikanische Wildhunde, Klippschliefer, Zebramangusten oder Weißkehlwarane entstanden. Außerdem wurde im Africambo 2 ein Kultur- und Ausstellungszentrum zum Thema Elefanten geschaffen. In der bisherigen Elefantenanlage fanden Springböcke, Schakale und Warzenschweine Platz. Anfang 2007 wurde die Maxi-CD Elefantenblues veröffentlicht, mit deren Kauf der Neubau der Anlage unterstützt wurde.

## Galerie

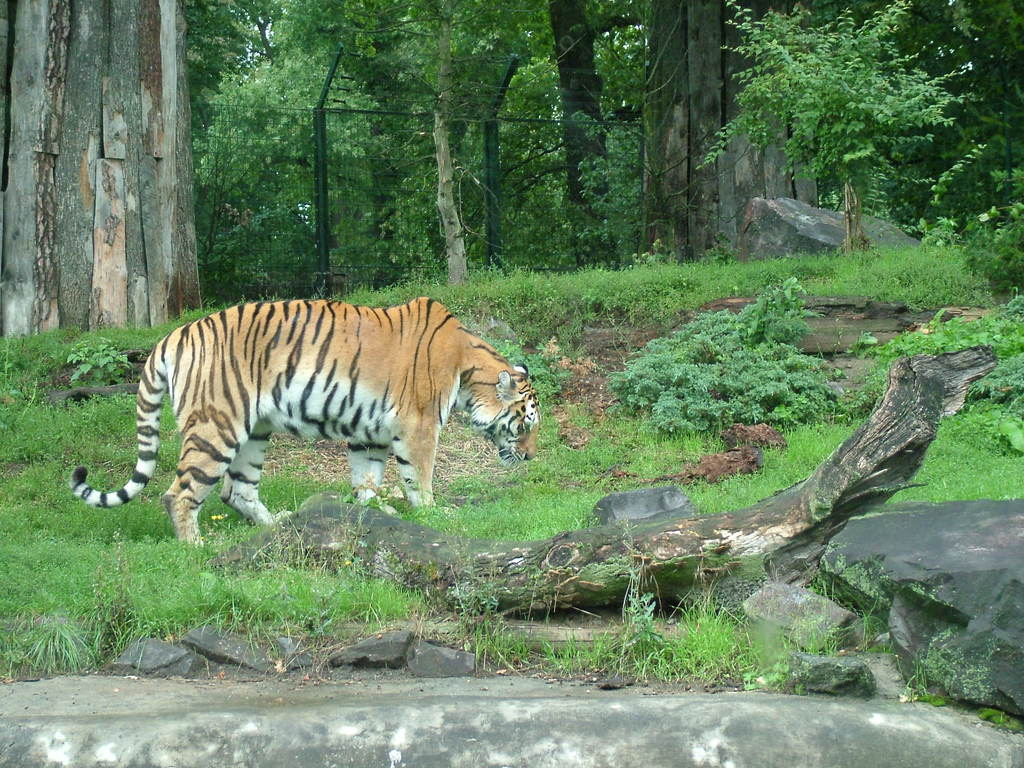
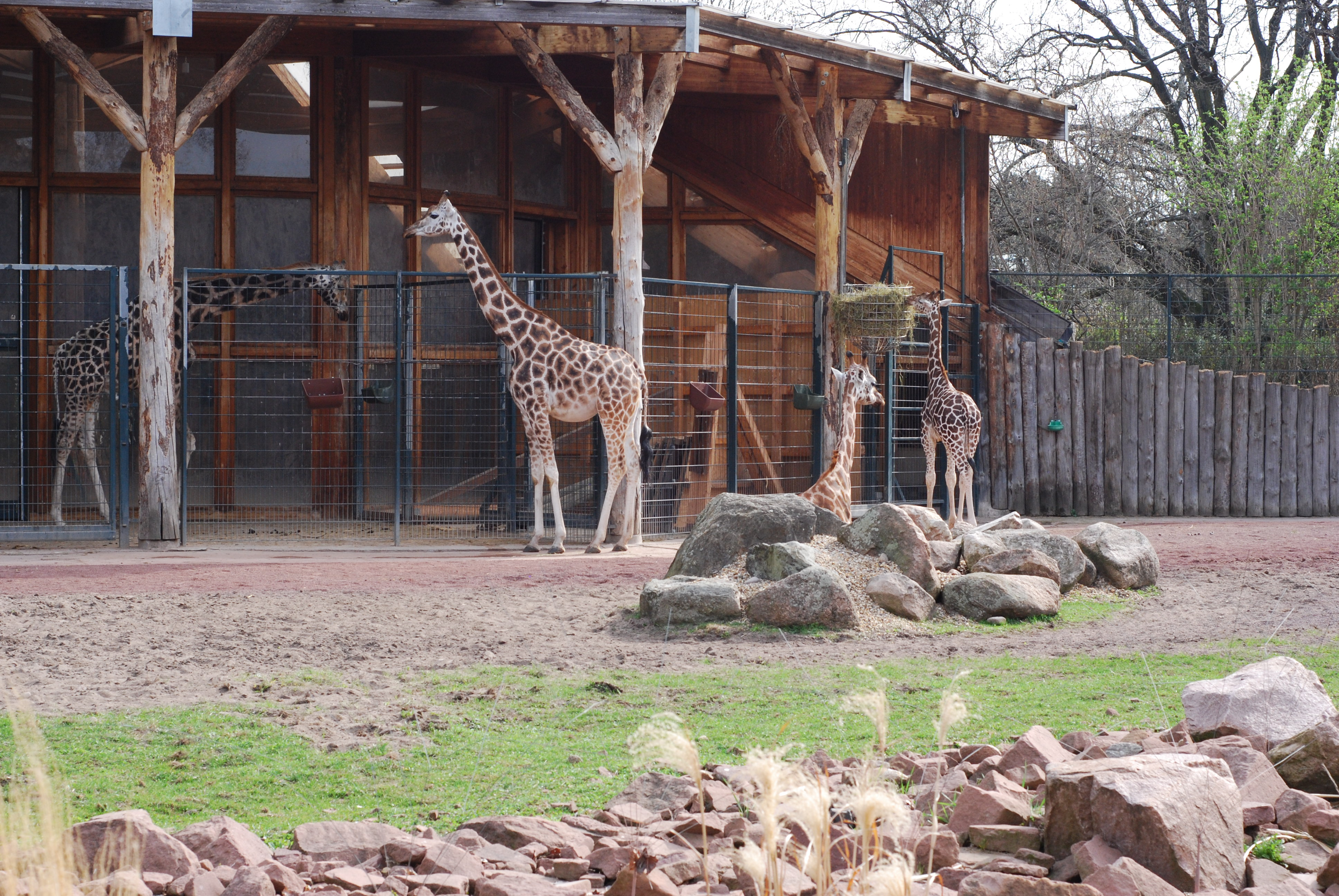
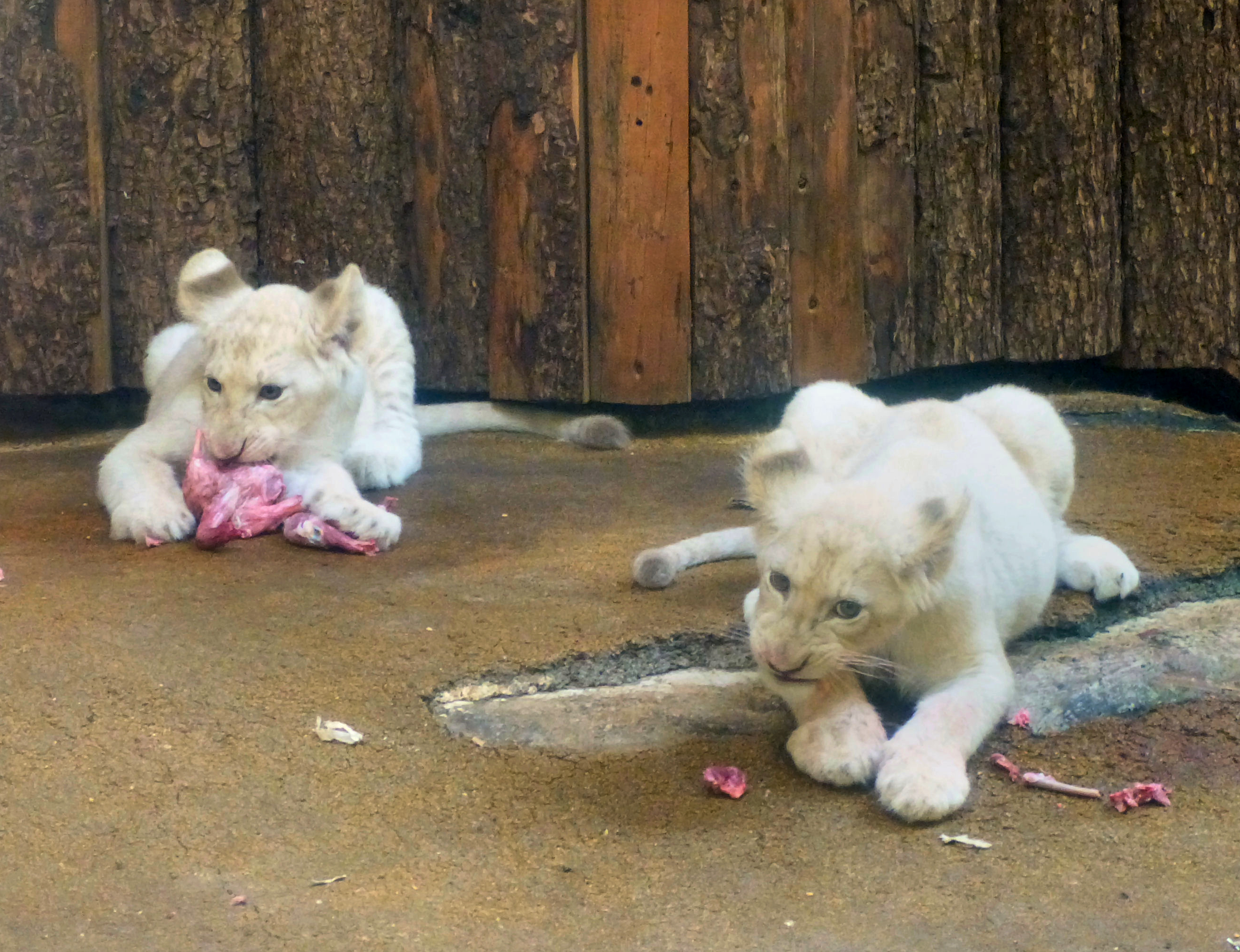
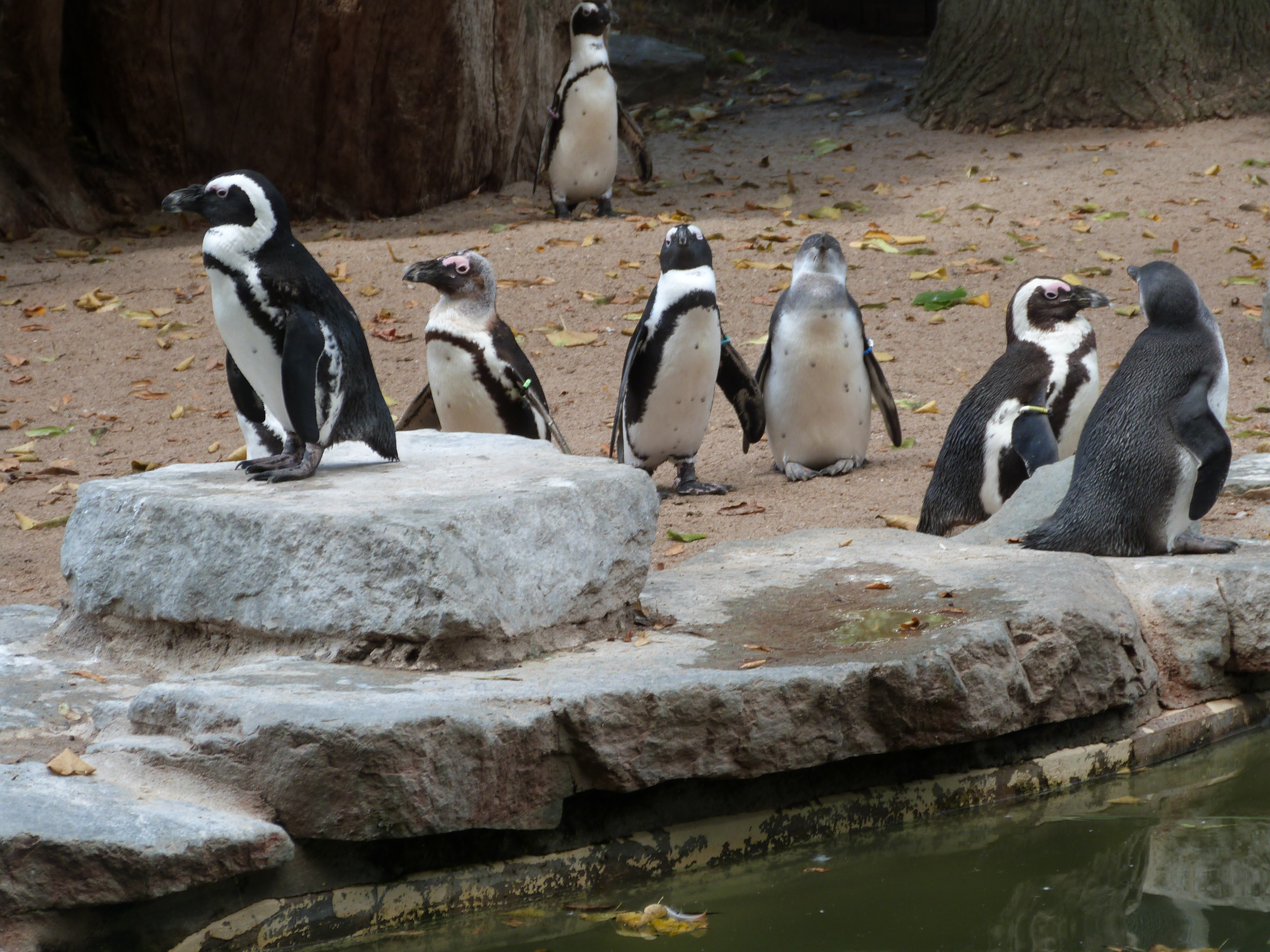
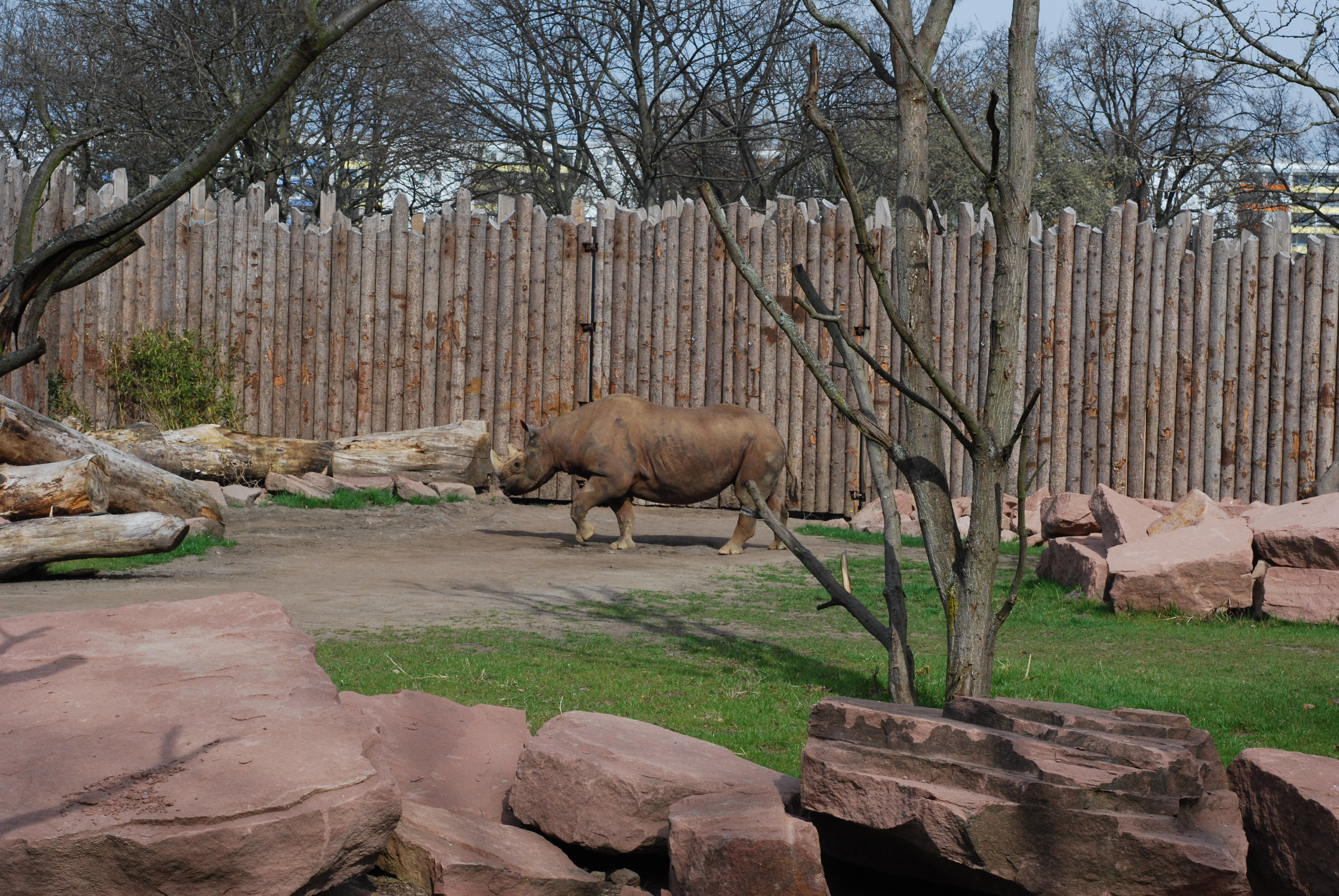
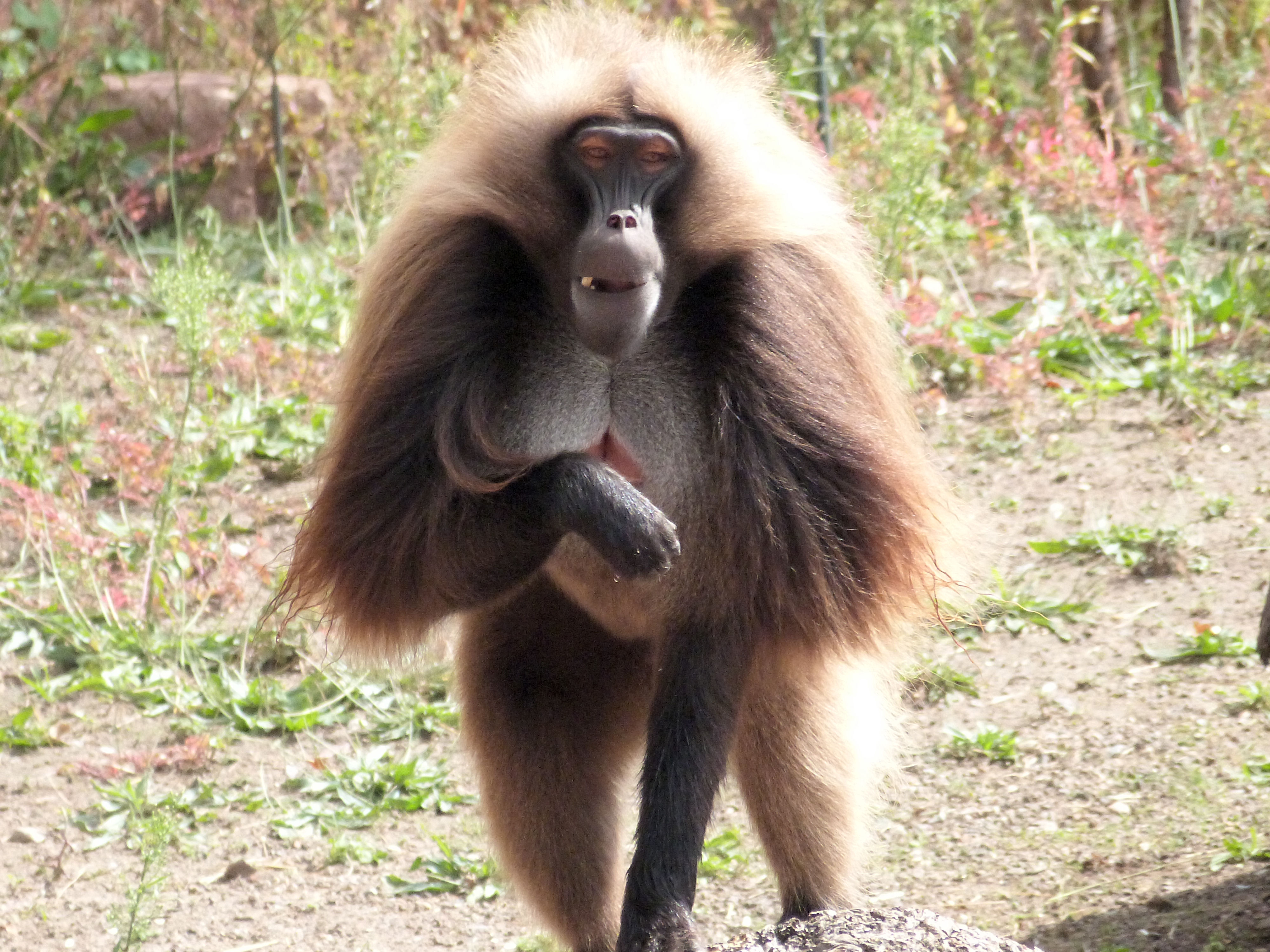
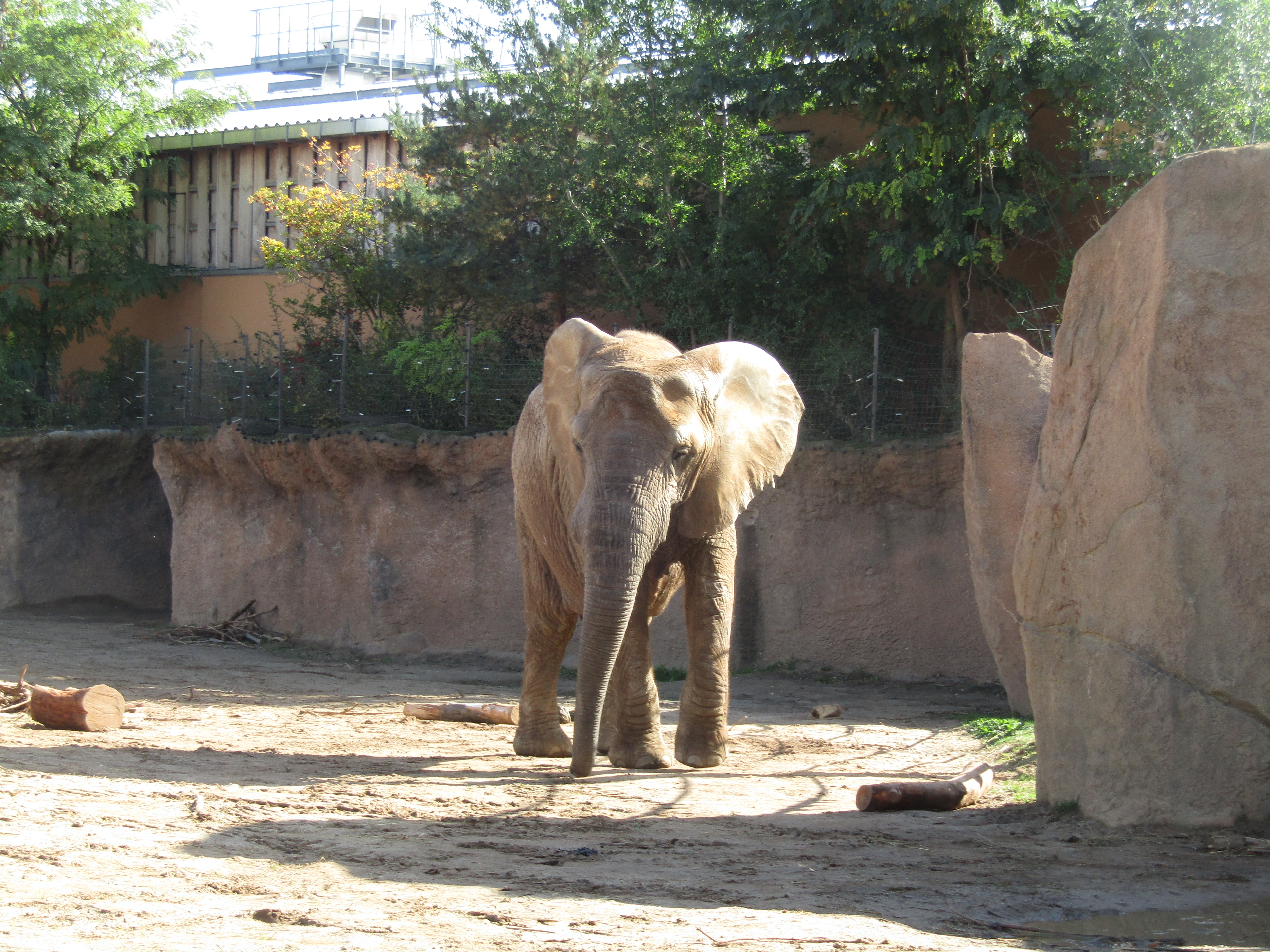
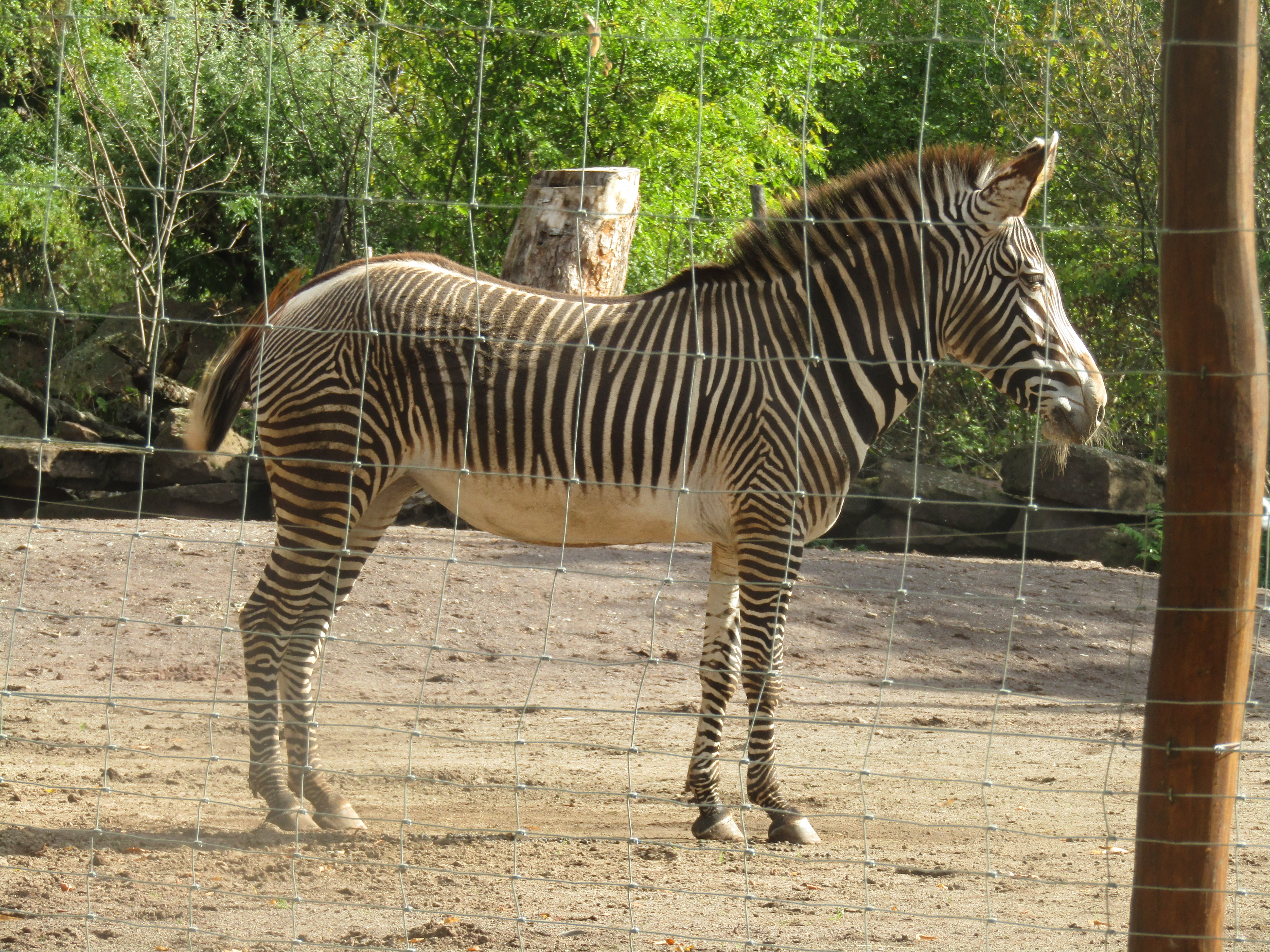
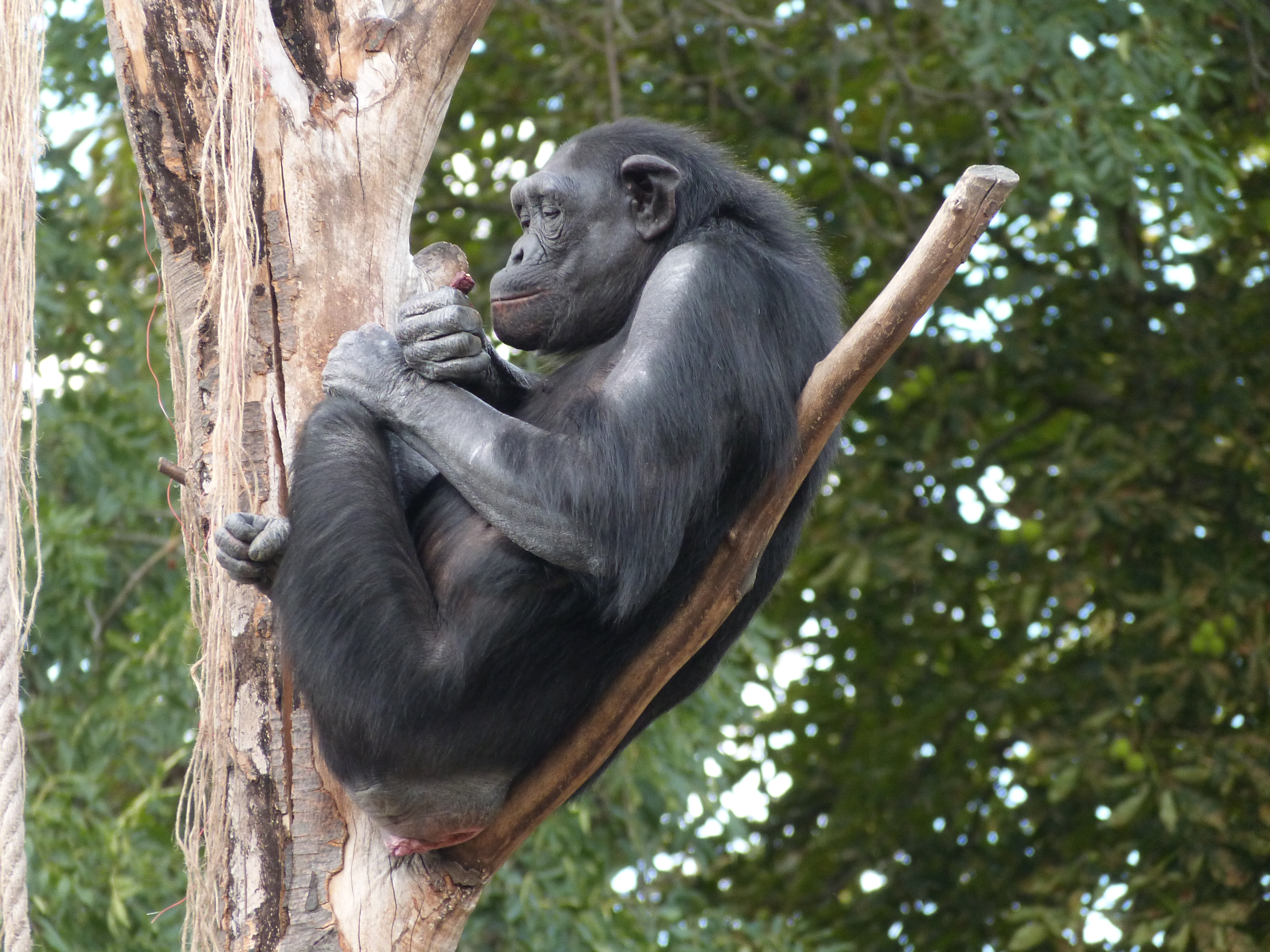

## Anlagen
| - Giraffenhaus - Menschenaffenhaus - Dickhäuterhaus (Africambo) - Tiger-Gehege | - Rothund-Anlage - Husky-Anlage - Erdmännchengehege - Präriehund-Anlage | - Löwen-Anlage - Pinguin-Anlage - Ameisenbär-Anlage - Schneeleoparden-Anlage |

## Besonderheiten
Am 24. Dezember 2011 wurde im Magdeburger Zoo ein Spitzmaulnashorn geboren. Die Geburt konnte live per Webcam von Stern-TV verfolgt werden. Über den Namen konnte im Internet abgestimmt werden. Kenia, die Urgroßmutter dieses Tiers, starb im Herbst 2013 im Alter von 46 Jahren und war somit das älteste Spitzmaulnashorn der Welt. Es war 1970 in den Magdeburger Zoo gekommen und hatte 1979 als erstes Spitzmaulnashorn der DDR ein Kind zur Welt gebracht.
Weitere Geburten, die live per Webcam von Stern-TV verfolgt werden konnten, waren eine Giraffengeburt im Februar 2012, eine Schneeleopardengeburt im Juni 2013 und eine weitere Nashorngeburt im März 2015.

## Verurteilung von Mitarbeitern
Im Juni 2010 wurden der Zoodirektor sowie drei weitere Mitarbeiter vom Amtsgericht Magdeburg auf Grundlage von § 17 Nr. 1 TierSchG zu einer Geldbuße verurteilt. Ihnen wurde vorgeworfen, 2008 drei neugeborene Sibirische Tiger im Rahmen des Europäischen Erhaltungszuchtprogrammes getötet zu haben, da diese nicht reinrassig waren. Platz im Zoo sei für sie nicht vorhanden gewesen. Bei der Tötung habe es laut Richter an einem vernünftigen Grund gefehlt und sie sei weder erforderlich noch angemessen gewesen. Die anschließende Revision blieb erfolglos.

## Kritik
Der Zoo steht seit dem Jahr 2023 wiederholt für seine Schimpansenhaltung in der Kritik. Nach einem Affenausbruch im September 2019 musste das Freigehege geschlossen werden, was insbesondere durch Tierschutzorganisationen kritisiert wurde. Viele der Tiere hätten demnach aufgrund des sogenannten „Overgroomings“, des übermäßigen gegenseitigen Putzens keine oder nur noch wenige Haare. Dieses Overgrooming könne auf Stress und Unterforderung zurückgeführt werden. Von tierärztlicher Seite sowie der Geschäftsführung des Zoos wurde das Verhalten als natürlich beurteilt, was eher kosmetische Probleme mit sich bringe. Sie räumten jedoch ein, dass dieses Phänomen nur in Gefangenschaft, nicht in der Natur, zu beobachten sei.